# بعثة الاتحاد الأوروبي العسكرية في جمهورية إفريقيا الوسطى

شعار قوات الاتحاد الأوروبي

بعثة الاتحاد الأوروبي العسكرية في جمهورية أفريقيا الوسطى (RCA)، هي بعثة موفوضة من الأمم المتحدة والاتحاد الأوروبي لـ«حفظ السلام» في بانغي عاصمة جمهورية أفريقيا الوسطى، تمت الموافقة على إرسال البعثة في يناير 2014، وكانت أول عملياتها في نهاية أبريل، وانتهت بعد ما يقرب من عام في 15 مارس 2015.

## عملياتها
في 30 أبريل 2014 بدأت أول عملية كبيرة للبعثة للسيطرة على مطار بانغي مبوكو الدولي، تتألفه القوة المساهمة من 150 جندي، أغلب الجنود من الدول الاستعمارية السابقة فرنسا وإستونيا. خلال مايو ويونيو انضمت إلى البعثة قوات من فنلندا وجورجيا ولاتفيا وهولندا وبولندا والبرتغال ورومانيا وإسبانيا فضلا عن المستشارين العسكريين من لوكسمبورغ. في 15 يونيو أصبح تعداد البعثة 700 جندي.